# Chiesa di San Giorgio Martire (Lusevera)
La chiesa di San Giorgio Martire è la parrocchiale di Lusevera, in provincia ed arcidiocesi di Udine; fa parte della forania della Pedemontana.

## Storia
Sembra che l'originaria cappella luseverese fosse già esistente nel Trecento.
Tra il 1738 e il 1748 venne edificata la nuova chiesa con annesso cimitero; questa fu sostituita nel secolo successivo da una progettata da Girolamo D'Aronco, costruita tra il 1859 e 1863 e consacrata nel 1898.
Tuttavia, l'edificio venne ridotto in macerie dal terremoto del Friuli del 1976, riportando danni così consistenti da rendere impossibile un ripristino; così, nel 1989 iniziarono i lavori di ricostruzione, eseguiti su progetto di Gianni Avon e terminati con la consacrazione della parrocchiale, celebrata nel 1992.

## Descrizione

### Esterno
La facciata a capanna della chiesa, che volge a mezzogiorno, presenta al centro il grande portale maggiore, leggermente rientrante, affiancato da due finestrelle e protetto dalla grande tettoia sorretta da colonne, raccordata agli spioventi del tetto e sormontata da una grande vetrata policroma.

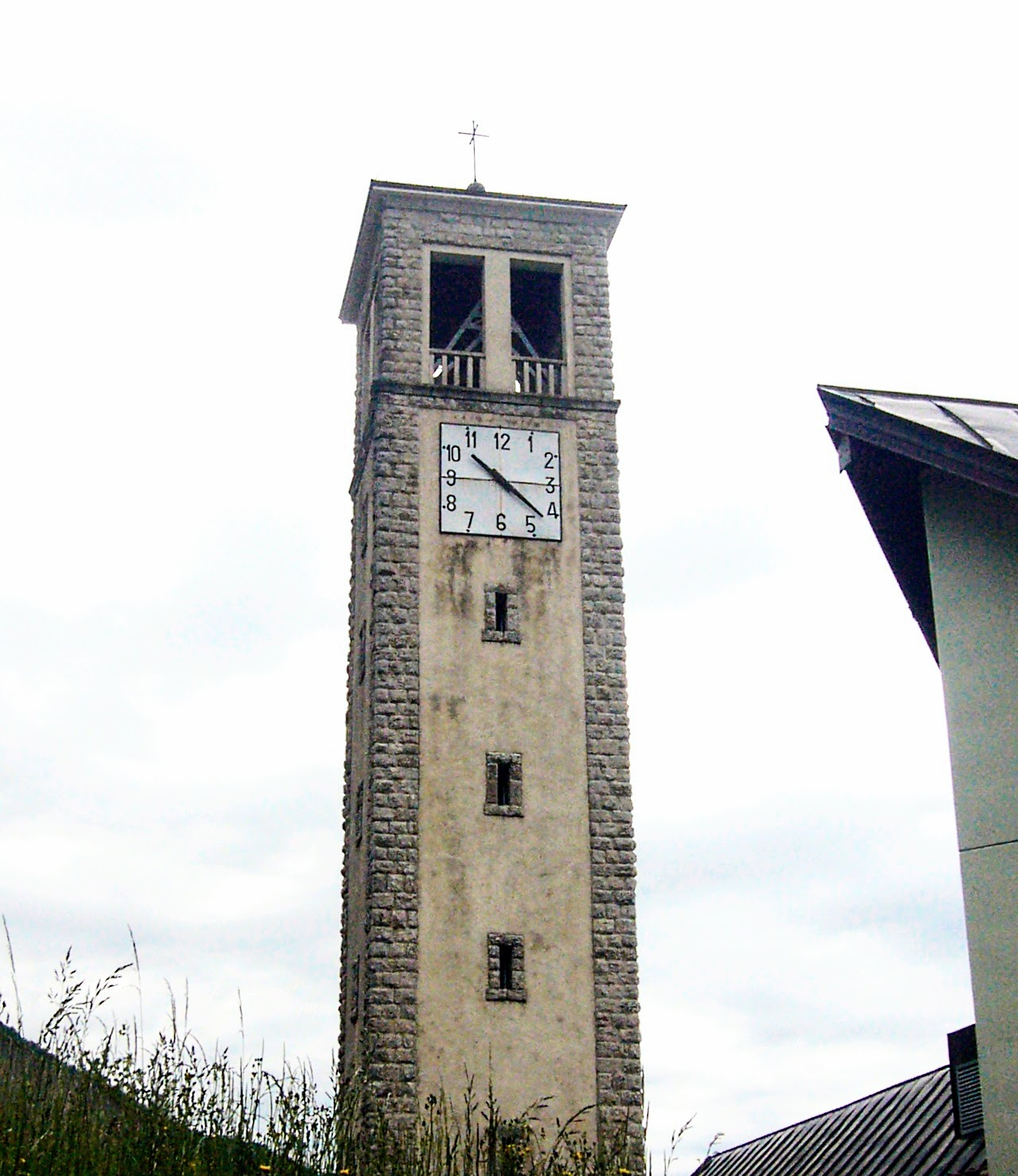
Il campanile

Il campanile a base quadrata, collegato alla parrocchiale tramite alcuni locali di raccordo e caratterizzato dai quadranti dell'orologio, presenta all'altezza della cella una bifora per lato.

### Interno
L'interno dell'edificio si compone di un'unica navata, il cui soffitto è costituito dai tavolato lignei che ricoprono la parte interna del tetto e le cui pareti presentano sulla destra dei mattoni a faccia vista e delle arcate a tutto sesto ereditate dalla parrocchiale ottocentesca e a sinistra una grande vetrata davanti alla quale è posto il fonte battesimale, opera del 1738 di Antonio da Montegnacco; al termine dell'aula si sviluppa il presbiterio, rialzato di due gradini, ospitante l'altare e chiuso della parere di fondo.
Qui sono conservate diverse opere di pregio, tra le quali la pala ritraente la Madonna col Bambino e i Santi Giorgio, Andrea, Valentino e Margherita, eseguita da Francesco Colussi nel 1776, l'ottocentesca tela con soggetto la Madonna col Bambino e l'organo, costruito nel 1743.